# STS-74
STS-74, voluit Space Transportation System-74, was de vierde Spaceshuttlemissie naar het Russische ruimtestation Mir, uitgevoerd door de Space Shuttle Atlantis. De Atlantis werd gelanceerd op 12 november 1995.

## Bemanning
- Kenneth D. Cameron (3), Bevelhebber
- James D. Halsell (2), Piloot
- Jerry L. Ross (5), Missie Specialist
- William S. McArthur Jr. (2), Missie Specialist
- Chris Hadfield (1), Missie Specialist -  Canada CSA

tussen haakjes staat de aantal vluchten dat de astronaut gevlogen heeft na STS-60

## Missieparameters
- Massa
  - shuttle bij landing: 92,701 kg
  - vracht: 6,134 kg
- Perigeum: 391 km
- Apogeum: 396 km
- Glooiingshoek: 51.6°
- Omlooptijd: 92,4 min